# Natividade
Natividade là một đô thị thuộc bang Rio de Janeiro, Brasil. Đô thị này có diện tích 387,026 km², dân số năm 2007 là 15485 người, mật độ 40 người/km².